# 海軍陸戦隊学校
海軍陸戦隊学校（かいぐんりくせんたいがっこう）は、台湾高雄市左営区にある「左営基地」内に位置する、中華民国海軍陸戦隊（海兵隊）を育成する為の中華民国海軍の教育機関である。
1952年8月1日に海軍陸戦隊「幹訓班」と海軍軍官学校「両棲軍官班」を統合し、海軍教育訓練監準則発展指揮部に隷属して成立。1986年1月に海軍陸戦隊士官学校を本校に編入。これにより「両棲と陸上」、「軍官と士官」及び「基礎と進修」等の多くの目標を一つにすることで教育体系を整えることで脈絡を一貫し、友軍各兵科学校と教育使命を比較することでと神聖とし、文武両道の陸戦隊幹部を育成する。
海軍陸戦隊学校の軍士官教育は「訓用合一」、「即訓即用」、「分段施教」の教育政策であるため、「基礎」、「進修」及び「職能」の三段階に分けられる。各段階の教育を密接にし、組み合わせることで教育体系を整え海軍陸戦隊軍士官の基層を育て、軍士官の素質を伸ばし、軍のニーズに応えるようにしている。
2016年現在の校長は海軍陸戦隊副指揮官の張勝凱少将が兼任している。

## 学校紹介
- 赤と黄色は海軍陸戦隊特有の顔色、代表熱血、犠牲、奉献、永遠効忠国家を表している。
- 海軍陸戦隊隊章は国章、国土、地球、錨で構成され、国際兵種に属する海軍陸戦隊の象徴として海上、陸上作戦、および中華民国防衛の決意を表している。
- 海軍陸戦隊の隊訓である「永遠忠誠」は海軍陸戦隊隊員が生涯を海軍陸戦隊に捧げること表している。